# Jürgen Lambert
Jürgen Lambert (* 24. Mai 1936 in Trier; † 27. September 2024) war ein deutscher CDU-Politiker und von 1999 bis 2004 Oberbürgermeister von Zweibrücken.

## Leben
Jürgen Lambert, der aus der bekannten Rosenzüchterfamilie Lambert stammte, studierte Jura in Frankfurt am Main und Tübingen. Nach seiner Promotion 1967 an der Universität zu Köln mit der Dissertation Die Grundzüge eines modernen Rechts der gemeindlichen Gebühren und Beiträge arbeitete er in der Mainzer Staatskanzlei. 1966 trat Lambert in die CDU ein. Im Jahr 1969 bewarb er sich um die Stelle des Ersten Bürgermeisters in Zweibrücken und setzte sich gegen 16 Mitbewerber durch. Dieses Amt übte er 30 Jahre aus. Als 1999 der damalige Zweibrücker Oberbürgermeister Hans Otto Streuber in das Amt des Präsidenten des Sparkassen- und Giroverbandes Rheinland-Pfalz berufen wurde, kandidierte Lambert für die Nachfolge und wurde im zweiten Wahlgang als erster nicht der SPD angehörender Politiker zum Oberbürgermeister von Zweibrücken gewählt.
Im Mai 2004 musste Lambert sein Amt abgeben, da er die Höchstaltersgrenze von 68 Jahren erreicht hatte. Am 4. Oktober 2006 entschied der Zweibrücker Stadtrat, Jürgen Lambert zum Ehrenbürger der Stadt zu ernennen.

## Persönliches
Er war mit Traudel Lambert verheiratet und hatte zwei Kinder.
Als Vorstandsmitglied im Verein Deutscher Rosenfreunde (VDR) war Lambert für die Arbeitsgemeinschaft der Rosenstädte und Rosendörfer verantwortlich. Während seines Studiums wurde er Mitglied der katholischen Studentenverbindungen K.D.St.V. Greiffenstein (Breslau) Frankfurt/Main und der AV Guestfalia Tübingen, beide im CV.
Jürgen Lambert verstarb im September 2024 im Alter von 89 Jahren.